# パンズ・エルネスト
パンズ・エルネスト・デ・アンジェロ（Panzu Ernesto de Angelo 、1999年4月3日 - ）は、ドイツ・ベルリン出身のプロサッカー選手。ベルリナーAK07所属。アンゴラ代表。ポジションは、ミッドフィールダー。

## 代表歴
2020年10月23日、モザンビークとの親善試合でアンゴラ代表デビュー。試合は3-0で勝利した。